# آدریان گونینو
آدریان گونینو (انگلیسی: Adrián Gunino؛ زادهٔ ۳ فوریهٔ ۱۹۸۹) بازیکن فوتبال اهل اروگوئه است که برای فونیکس در پست دفاع راست بازی می‌کند.
وی همچنین در تیم ملی فوتبال زیر ۲۰ سال اروگوئه بازی کرده‌است.